# Moulette
Die Moulette ist ein Zeichengerät, das im Tiefdruck und besonders in der Radierung (siehe auch Grafik) verwendet wird. Sie besteht aus einer drehbaren, kleinen rauen Zahnwalze, die beidseitig aufgehängt ist und wie ein Zeichenstift oder Pinsel bewegt wird. Sie wird zum Erzeugen flächiger Wirkungen auf der Druckplatte verwendet. Die Moulette ist eine Sonderform der Roulette.